# 안재성 (배우)
안재성(1996년 12월 18일 ~ )은 대한민국의 배우이자 모델이다.

## 이력
신장은 181cm이고 체중은 70kg이며 2006년 2월, CF 광고 모델 첫 데뷔를 한 그는 같은 해(2006년 6월), KBS TV 드라마 《미스터 굿바이》에 첫 출연하였고 이듬해 2007년 영화 《파란 자전거》를 통하여 영화배우로 데뷔하였다.
그는 EBS TV 프로그램 《톡 톡 보니 하니》의 진행자 시절, 이른바 '리틀 심형탁' 등으로 유명하였으며, 《톡 톡 보니 하니》에서 하차한 훗날 2018년 영화 《인간의 시간》이라는 작품에 단역 출연하였다.

## 학력
- 보광초등학교
- 오산중학교
- 중경고등학교
- 수원대학교 연극영화학과

## 출연작

### 영화
- 2007년 《파란 자전거》 - 어린 동규 역
- 2009년 《말보로 전쟁》 - 어린 생수 역
- 2018년 《인간의 시간》 - 십대1 역

### 드라마
- 2006년 KBS2 월화드라마 《미스터 굿바이》
- 2008년 MBC 주말연속극《천하일색 박정금》
- 2011년 SBS 아침드라마《장미의 전쟁》
- 2015년 드라마큐브 일요드라마 《라이더스: 내일을 잡아라》
- 2018년 KBS2 아침드라마《차달래 부인의 사랑》 ... 김대영 역

### TV 프로그램
- 2011년 ~ 2014년 EBS 《생방송 톡!톡! 보니하니》 : MC 보니 역